# French Camp (Kalifornien)
French Camp ist ein census-designated place (CDP) im San Joaquin County im US-Bundesstaat Kalifornien mit 3770 Einwohnern (Stand: 2020).
French Camp grenzt an Stockton und liegt am French Camp Slough. Außerdem liegt der Stockton Metropolitan Airport in der Nähe des Ortes. French Camp hat 4109 Einwohner auf einer Fläche von 8 km². Die Bevölkerungsdichte liegt bei 511,8/km².